# Борго Пинето (Рим)
Борго Пинето је насеље у Италији у округу Рим, региону Лацио.
Према процени из 2011. у насељу је живело 16 становника. Насеље се налази на надморској висини од 164 м.